# Houcke

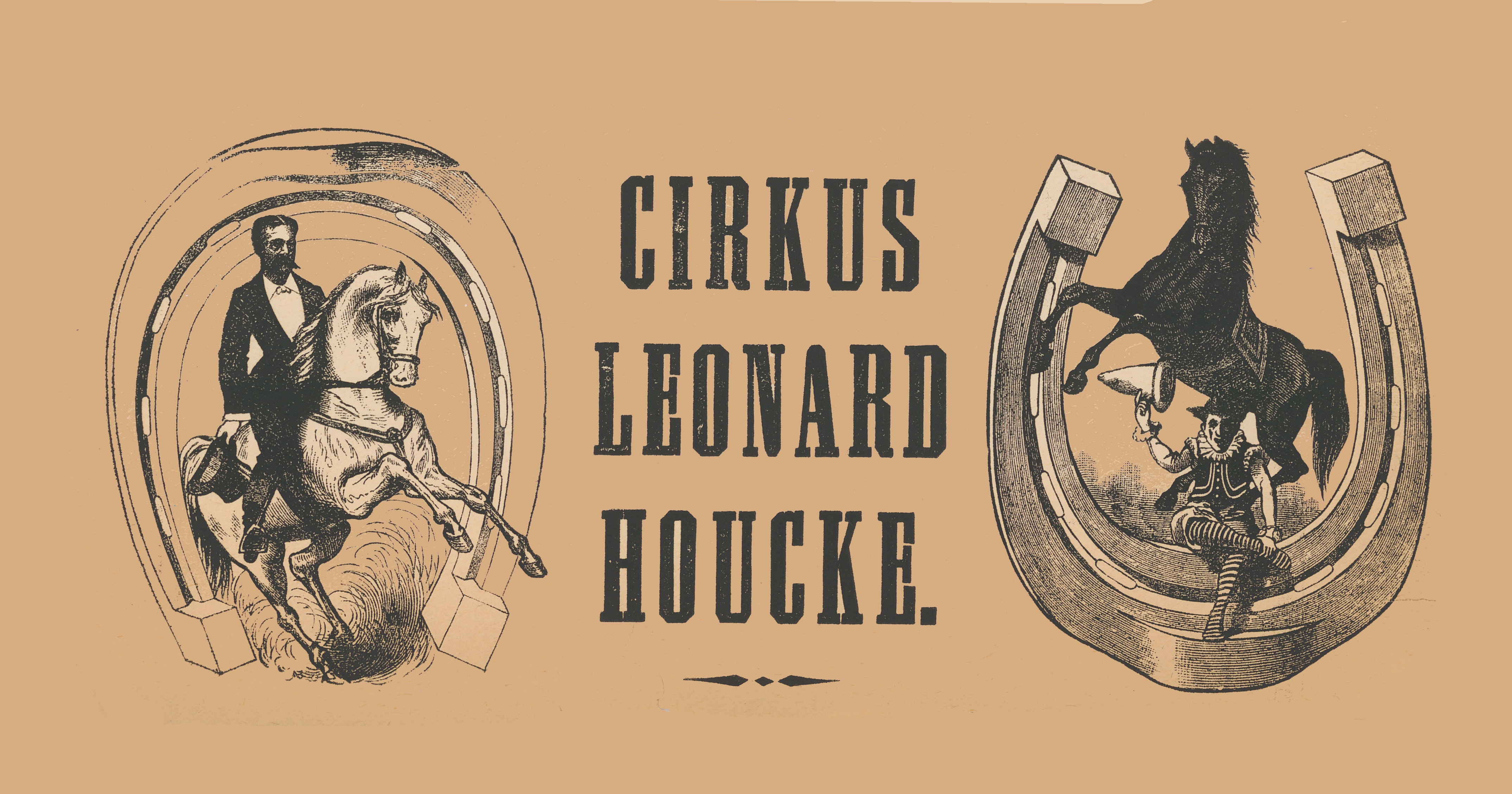
Circus Leonard Houcke

Houcke är en fransk-svensk cirkusfamilj med anor från 1600-talet, vars medlemmar fortfarande är aktiva inom cirkusbranschen, i Europa och USA.

## Historia
Släkten Houcke är känd sedan 1500-talet, med Jacques Houcke och hans dotter Mayken, född 1610,  men släkten Houcke blev en cirkusfamilj först på 1800-talet, efter ingifte i den fransk-svenska cirkusfamiljen Gautier. Jean Leonard Houcke (1816–1877) var son till en slaktare i Hazebrouck, Frankrike. Han var gift med Adèle Houcke (död 1882), född Rene, och de fick 13 barn, av vilka 8 överlevde.

### Jean Leonard Houckes barn, bröderna Leonard

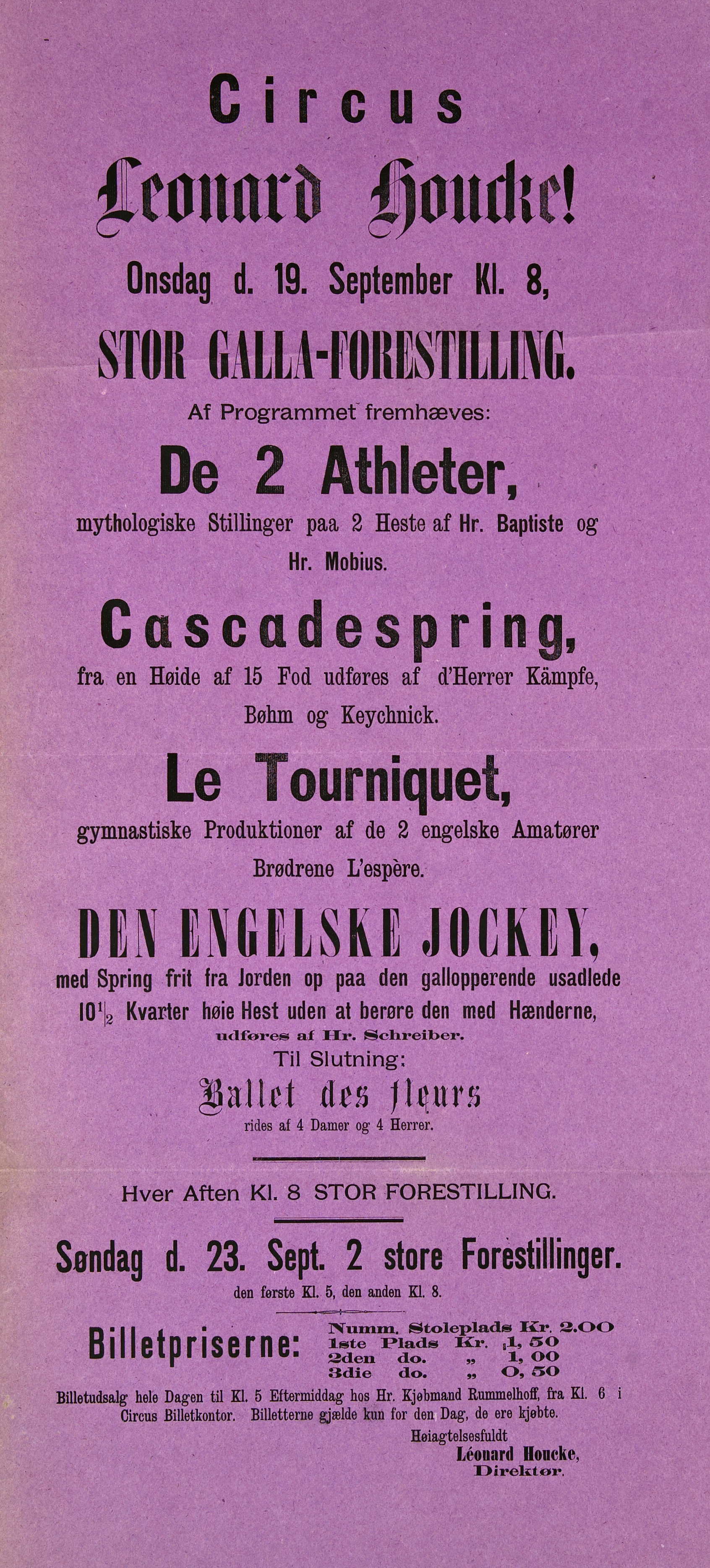
Circus Leonard Houcke (ca. 1897–1915)

Jean Leonard Houckes son, cirkusdirektören Adolph Léonard Villième Houcke, (1839–1916) var född i London. 1863 befann sig familjen i Wien där Léonard gifte sig med Caroline "Lina" Steckel (1841–1895), dotter till Julius Steckel och Antoinette Gautier, och förefaller att ha lämnat cirkusen. 1866 befann man sig i Milano, 1867 i Paris, och bröderna Leonard köpte gemensamt 1869 material och hästar från cirkusfamiljen Gautier, då deras cirkus Cirque du Nord 1869 avstannat efter en sista föreställning i Snøde på Langeland. Samma år, 1869, inköpte hans mor Adèle Houcke den fasta cirkusbyggnaden på Djurgården, som efter en brand återuppbyggdes som Djurgårdscirkus, från Didier Gautier (1792–1872) som tillhörde cirkusfamiljen Gautier. Adèle Houckes cirkus kallades då Circus Leonard, där sonen Adolph Léonard Villième Houcke var stjärnan. Mot hösten drog man söderut, och den 3 oktober 1869 hade cirkusen premiärföreställning i Slagelse i Danmark, där bröderna Theodor, Eugene och Hippolite, tillsammans med systern Virginie, deltog aktivt som artister. Bröderna förefaller inte att ha kallat sig Houcke, utan använde istället namnet bröderna Leonard, möjligen för att namnet Houcke med franskt uttal, blev Ugh i skandinaviska språk, vilket kan ha låtit märkligt.
| ” | Cirkus i Slagelse Ridehuus. Det store Kunstberiderselskab under Direction af Brødrene Leonard Houcke, der for Tiden optræder i Slagelse, giver indtil Søndagen den 17de October Forestilling hver Aften, Kl. 7lh, i Kunstberidning, Hestedressur, Maneuvrer, Pantomimer m.m. | „ |

Efter att ha gett föreställningar i en månad i Slagelse, reste man till Pantheons cirkusbygning i Odense och nu hette cirkusen Grand Cirque Americain. Efter en månad i Odense reste man till Sommerlyst i Århus, men man slog vinterkvarter på Pantheons cirkus i Odense, där det fanns varma lokaler med plats för cirkusen, och gav föreställningar mellan 20 februari och 13 april. På sensommaren 1870 ankom Cirkus Leonard til Holbæk, och 1870 avled två döttrar som spädbarn i Yvillere, i Frankrike. I mars 1871 gavs föreställningar i Filosofgangens træcirkus i Köpenhamn, och ankom Antwerpen i september, för att nästföljande år, 1872, återvända till Århus, därifrån man reste till Kalmar och Jönköping. 1873 gavs föreställningar i bland annat Stockholm och Växjö. Direktör under denna tid var den yngre brodern Jules Leonard, vilken i övrigt är okänd. 1874 befanns sig cirkusen i Helsingfors, där man fick tillstånd att bygga en barack på Järnvägstorget mot Mikaelsgatan. 1874 och 1875 var Cirkus Leonard i Göteborg och 1876 besökte man Kalmar, för att på annandag jul ankomma till Köpenhamn, där under 1876 gavs beneficeforestillinger för konstberidaren Baptist Schreiber, och för Mademoiselle Fanny Tourniaire, gift med en av bröderna, Eugene Houcke. Hon blev sedan mor till tre söner: Jean (1878–1973), Lucien och Hippolyte. Innan man ankom till Köpenhamn i juli 1879 gifte sig dottern Virginie Juliette Houcke (1867–1910) i Frankrike med Adolph Frederik Peter Eggertsen Olschansky. Cirkusen bestod nu av de fem bröderna: Jules, Theodor, Eugene, Hippolite och Charles, men denna turné slutade med att Cirkus Leonard blev upplöst, och på sista dagen offentliggjordes i tidningen:
| ” | Cirkus Leonard, som Uheld synes at have forfulgt siden detforlod Kjøbenhavn, er ifølge indtrufne Meddelelser nu fuldstændig opløst efter at Heste og Inventarium var solgt ved Auktion i en lille By i Tydskland | „ |

Adolphe Houcke, som var direktör på Cirque francais och gift med Caroline "Lina" Steckel (1841–1895), reste flera år som konstryttare i Europa. 1879 anlände Adolphe Houcke till Stockholm med Cirkus A. Houcke vilken dock tycks ha kallats Cirkus Leonard.
Det fanns vissa risker med att resa runt vid denna tid, och i juni 1881 befann sig Adolphe Houcke med cirkusen i Söderhamn i Sverige, där den äldsta dottern, 19-åriga Adele, blev smittad med koppor, och trots omvårdnad av fadern, dog hon 22 juni 1881 i Söderhamn, varefter Adolphe Houcke själv insjuknade i koppor och blev tvångsisolerad i fängelset. Adolphe Houcke överlevde, men bar sedan ärr i ansiktet. Samma år i december dog den nyfödde Leonard Houcke, född den 11 juni 1882 i Filipstad. Ibland användes namnet Cirkus Leonard Houcke under 1880-talet.
Circus Leonard gick i konkurs i Polen 1891, men återrestaurerades av Adolphe Houckes svärson, Adolf Olschansky, som en tid höll cirkusen vid liv. En av sensationerna i slutet av föreställningen var att visa rörlig film. År 1899 lades cirkusen slutgiltigt ner. 1916 avled Adolph Léonard Villième Houcke.
Hans yngre bror Eugene Houcke, gift med Fanny Tourniaire och far till Jean (1878–1973), Lucien och Hippolyte, turnerade i Europa med jockeyridning under namnet ryttartruppen bröderna Houcke, iklädda blå uniformer.

### Jean Houcke
Sonen Jean Houcke lärde under föreställningar i Kristiania känna fröken Louise Ihlen (född 1884), dotter till advokaten Jacob T. Ihlen i Kristiania. Fadern godkände inte dotterns intresse för cirkusartisten, men hon rymde hemifrån, och gifte sig 1903 med Jean Houcke, och bodde några år i Köpenhamn, när han var på turne. År 1904 föddes 1904 sonen Eugene. De skilde sig dock 1907, och Jean gifte om sig med Marcelle Rancy, dotter till Alphonse Rancy (1861–1933), vars far Théodore Rancy (1818–1892) grundade en stor cirkus. 1940 lyckades direktören för Furuviks djurpark, Gösta Nygren, och hans medarbetare Johan Jansson engagera Jean Houcke till Sverige, och Jean Houcke lät uppföra en cirkusbyggnad i Furuvik. Houcke kom ganska snart att röra på sig men cirkusen blev kvar, och där utvecklades av Johan Jansson cirkusskolan Furuviksbarnen.
Jean Houcke turnerade i Europa med stor framgång, tills hans karriär fick ett slut i samband med andra världskriget:
| ” | 1944 var Jean Houcke i Paris. Han hade där satt upp en cirkusföreställning i den stora glastäckta byggnaden Grand Palais. Han räknade med att det var en tidsfråga innan Paris, som då var ockuperat av tyskarna, skulle befrias. Då skulle tusentals fransmän och amerikaner komma till hans cirkus för att se den franska huvudstadens enda »grand spectacle«. Han hade satt ihop ett speciellt befrielseprogram. I slutet av augusti 1944, endast några dagar före Paris befrielse, sprängde tyskarna byggnaden. Tyska stridsvagnar påskyndade förstörelsen genom att fyra av brandgranater. Huset var snart ett flammande bål. Djuren i stallarna råkade i panik. Hästarna rusade ut ur den brinnande byggnaden. För Jean Houckes del var detta slutet på hans cirkusbana. Han var helt medellös och kom senare att bo på det svenska ålderdomshemmet i Paris. Där avled han i mitten av juni 1973, 95 år gammal. | „ |

### Senare generationer

#### Gilbert Houcke

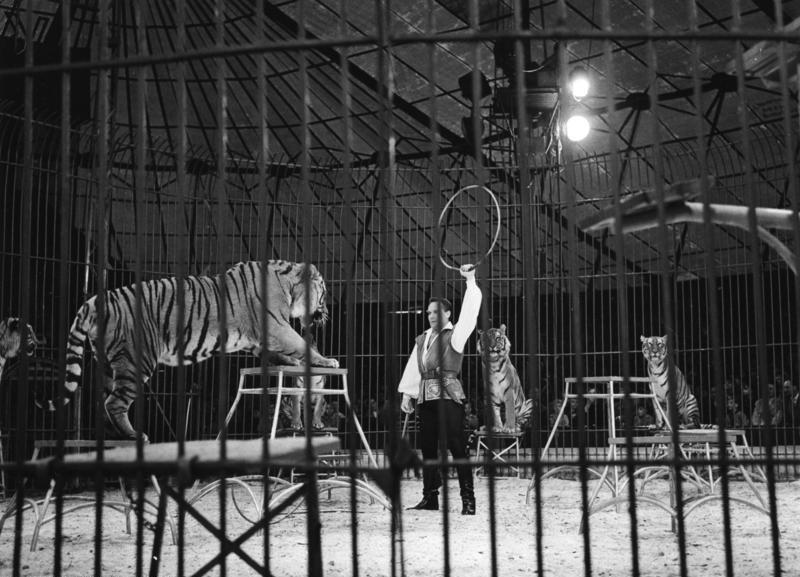
Gilbert Houcke förevisar dresserade cirkustigrar på Circus Krone, München, 1961

Gilbert Houcke (1918–1984) var det tredje barnet av Jean och Marcelle Houckes fem barn. Efter att ha utbildats av en av Frankrikes skickligaste rovdjurstränare, Alfred Court, och hans elev Vojtech Trubka, fick Gilbert Houcke på grund av faderns svenska medborgarskap i samband med andra världskriget ge upp rovdjuren när fadern Jean Houcke under fyrtiotalet flyttade tillbaka med sin familj till Sverige och Furuviksparken. Direktören Gösta Nygren hade byggt om cirkusen inför familjen Houckes återinträde på svensk jord. I Sverige började Gilbert Houcke förevisa Furuvuks elefanter, och deltog i familjens konstrytteri. År 1942 kontrakterades Gilbert och syskonen Sacha och Nadia Houcke av Circus Busch, som då hade förevisningar i tält i Berlin, efter att Paula Buschs fasta byggnad hade rivits. 1935 köpte Paula Busch hela Circus Strassburger när familjen Strassburgers på grund av sitt judiska ursprung hade nekats tillstånd att uppträda. Paulas dotter Micaela Busch övertog Circus Busch efter föräldrarnas skilsmässa och gav 1942 de tre syskonen Houcke ansvaret för cirkusens alla djur, och där återsåg Gilbert Vojtech Trubka igen. När Trubka avreste till Circus Knie bad Gilbert Houcke om att få ta över ansvaret för rovdjursdressyren, men förutom lite matinévisningar dresserades tigrarna av Vaclav Beneš. 1943 gjorde Gilbert här filmdebut med Zirkus Renz.
1943 beslutade sig Michaela Busch för att ta sin cirkus till neutrala Sverige och Furuviksparken, med 40 hästar, 3 elefanter och tigergruppen. I Sverige gifte hon sig med den svenska tävlingssimmaren Sven Gerhold, vilket gav henne svenskt medborgarskap. För Gilbert Houcke innebar det att han nu fick presentera tigrarna, efter att Vaclav Beneš valt att flytta till engelska Sir Robert Fossett’s Circus. Han gjorde stor succé i Sverige när han turnerade flera år med Cirkus Altenburg, beskrivet i Alf Danielssons Cirkusliv (1973).
Gilbert Houcke utvecklades till en av de skickligaste internationella djurtränarna med tigrar som specialitet, turnerade i flera länder, och medverkade i flera filmer, som de tyska filmerna Sterne über Colombo (1953) och från 1954 Die Gefangene des Maharadscha (engelska:The Prisoner of the Maharaja). Han spelade sig själv som domptören Houcke i den amerikanska filmen Artists Under the Big Top: Perplexed från 1968. 1962 fick han föras till sjukhus efter en attack av tigern Daisy under turne med Circus Krone. Efter konvalescensen turnerade han med Circus Knie och deras tigrar, men var beroende av medicinering då tigerns klor skadat hans hjärta. Efter att hans hustru Jacqueline avlidit i en virusinfektion, och hans far Jean Houcke avled någon vecka senare, drabbades Houcke av depression. Han drog sig undan cirkuslivet och tog ett arbete i djurparken Saint-Vrain, där han en dag hittades förlamad i sin husvagn efter en stroke. Han blev sedan rullstolsbunden och tillbringade de sista åren med hustrun Bernadette fram till sin död 1984.

#### De sista Houcke
Fler av Jean Houckes barn kan nämnas: Gilberts bror Sascha Houcke Sr (1923–1989), djurtränare, och dennes son Sascha Houcke Jr (född 1951), vilken växte upp i Tours, Frankrike, som sjätte generation av cirkusfamiljen. Vid nio års ålder presenterade han hästar på schweiziska Circus Knie, och blev senare  Junior French Equestrian Champion. 2001–2007 var Sasha Houcke chief animal trainer på Ringling Bros. and Barnum & Bailey cirkus i USA. Sasha Houcke har dottern Sarah Houcke, som är rovdjursdomptör. Gilberts syskon Huguette (1915–1982), Maurice (1917–2002) och Nadia Houcke (1925–2011) var kända som konstryttare och flera år knutna till Circus Knie och Circus Krone, där Maurice under 1950-talet var stallmästare för hästar och exoter.

## Släkttavla
1. 1. Jean Leonard Houcke (1816–1877) var son till en slaktare i Hazebrouck, Frankrike. Han var gift med Adèle Houcke (död 1882), född Rene, och de fick 13 barn, av vilka 8 överlevde. 
    1. Adolph Léonard Villième Houcke (1839–1916) ägde Circus Leonard, och var gift med Caroline Alexandrine Augusta Steckel (1841–1895), dotter till Julius Steckel och Antoinette Gautier.
      1. Theodore John Houcke.
      2. Eugene Houcke, gift med Fanny Tourniaire. De fick tre söner: Jean (1878–1973), Lucien och Hippolyte.
        1. Jean Houcke (1878–1973) hästtränare med egen cirkus. Gift 1903 med Louise Ihlen (född 1884) och skild 1907, sedan gift med Marcelle Rancy, dotter till Alphonse Rancy (1861–1933), vars far Théodore Rancy (1818–1892) grundade en stor cirkus.
          1. Eugene Houcke, född 1904, son till Louise Ihlen (född 1884). Jean Houckes barn med Marcelle Rancy:
          2. Huguette Houcke (1915–1982)
          3. Maurice (1917–2002)
          4. Gilbert Houcke (1918–1984), djurtränare och skådespelare i flera tyska och amerikanska filmer.
          5. Sascha Houcke Sr (1923–1994), djurtränare.
            1. Sascha Houcke Jr (född 1951), , djurtränare och chief animal trainer på Ringling Bros. and Barnum & Bailey cirkus i USA.
              1. Sarah Houcke, rovdjursdomptör.

          6. Nadia Houcke (1925–2011), konstryttare. Gift med Geoff Morris, saxofonist vid Bertram Mills Circus. Nadia Houcke avled 5 september, 2011 vid 86 års ålder i Lincoln, Lincolnshire.[7]
          7. Maurice Houcke.

        2. Lucien Houcke.
        3. Hippolyte

      3. Hippolite Houcke.
      4. Virginie Juliette Houcke (1867–1910), gift med Adolph Frederik Peter Eggertsen Olschansky.
      5. Jules Houcke (nämnd första gången 1869 i Slagelse).
      6. Charles Houcke (1854–1890), clown.
      7. Léonard Houcke (1882–1882).

    2. Hippolyte Leonard Houcke (1852–1925), gift med Ilsa Martha Amalie Rosa Grünenwald.[8]
      1. Germaine Houcke, född 1901.
      2. Suzanne Houcke, född 1901.
      3. Hippolyte Georges Houcke, född 1903.